# Diocèse de Koudougou
Le diocèse de Koudougou (en Latin: Dioecesis Kuduguensis) est un diocèse catholique du Burkina Faso, suffragant de l'archidiocèse de Ouagadougou. Son évêque est Joachim Ouédraogo.

## Territoire
Le diocèse comprend l'ensemble de la Région du centre-Ouest au Burkina Faso.
Le siège de l'évêque se trouve dans la ville de Koudougou, où se trouve la cathédrale Saint-Augustin.
Le diocèse de Koudougou compte aujourd'hui (l'an 2023) 28 paroisses.

## Histoire
La préfecture apostolique de Ouahigouya est érigée le 12 juin 1947 avec la bulle Quo in Africa du pape Pie XII, à partir du vicariat apostolique de Ouagadougou.
Le 14 juin 1954 en vertu de la bulle Quemadmodum amantissimus du même Pape, la préfecture apostolique est élevée au rang de vicariat apostolique, et prend le nom de vicariat apostolique de Koudougou.
Le vicariat apostolique a été élevé au rang de diocèse le 14 septembre 1955, avec la bulle Dum tantis du même Pape.
Le 23 juin 1958, il cède une partie de son territoire pour l'érection du diocèse d'Ouahigouya.

## Chronologie des évêques
- Joseph-Marie-Eugène Bretault, M. Afr. (24 octobre 1947 - 19 novembre 1965)
- Anthyme Bayala (15 novembre 1966 - 3 avril 1984)
- Basile Tapsoba (2 juillet 1984 - 21 mai 2011)
- Joachim Ouédraogo, à partir du 4 novembre 2011

## Statistiques
| Année | Baptisés | Population totale | %    | Prêtres | Prêtres séculiers | Prêtres réguliers | Catholiques par prêtre | Diacres | Religieux | Religieuses | Paroisses |
| ----- | -------- | ----------------- | ---- | ------- | ----------------- | ----------------- | ---------------------- | ------- | --------- | ----------- | --------- |
| 1950  | 10 024   | 864 499           | 1,2  | 24      | 1                 | 23                | 417                    |         |           | 8           | 6         |
| 1969  | 38 106   | 754 000           | 5,1  | 40      | 5                 | 35                | 952                    |         | 55        | 56          | 10        |
| 1980  | 79 829   | 903 106           | 8,8  | 41      | 14                | 27                | 1 947                  |         | 47        | 72          | 12        |
| 1990  | 123 701  | 1 243 955         | 9,9  | 42      | 27                | 15                | 2 945                  |         | 30        | 76          | 12        |
| 1997  | 173 764  | 1 427 931         | 12,2 | 66      | 56                | 10                | 2 632                  |         | 27        | 87          | 12        |
| 2000  | 280 927  | 1 365 267         | 20,6 | 64      | 55                | 9                 | 4 389                  |         | 27        | 97          | 13        |
| 2001  | 172 464  | 1 388 102         | 12,4 | 65      | 56                | 9                 | 2 653                  |         | 29        | 100         | 14        |
| 2002  | 254 677  | 1 449 986         | 17,6 | 69      | 59                | 10                | 3 690                  |         | 29        | 105         | 14        |
| 2003  | 254 325  | 1 450 883         | 17,5 | 69      | 58                | 11                | 3 685                  |         | 30        | 105         | 16        |
| 2004  | 228 780  | 1 525 810         | 15,0 | 69      | 59                | 10                | 3 315                  |         | 24        | 68          | 16        |
| 2013  | 318 960  | 1 753 112         | 18,2 | 86      | 71                | 15                | 3 708                  |         | 33        | 68          | 18        |
| 2016  | 361 607  | 1 691 723         | 21,4 | 89      | 76                | 13                | 4 063                  |         | 53        | 175         | 19        |
| 2019  | 399 200  | 1 809 000         | 22,1 | 97      | 81                | 16                | 4 115                  |         | 39        | 176         | 24        |
| 2021  | 423 890  | 1 920 950         | 22,1 | 99      | 83                | 16                | 4 281                  |         | 39        | 176         | 24        |

## Sources
- Annuaire pontifical de 2016 et antérieur, accessible en ligne.
- (en) Onglet du diocèse sur www.gcatholic.org
- (la) Bull Quo en Afrique, AAS 39 (1947), p. 606
- (la) Bulle Quemadmodum amantissimus, AAS 46 (1954), p. 518
- (la) Bull Dum tantis, AAS 48 (1956), p. 113